# Escut d'Artés

Escut oficial d'Artés

L'escut d'Artés té una creu central que és el senyal tradicional de la vila d'Artés (Bages), i les claus i els bàculs en al·lusió al fet que va pertànyer als bisbes de Sant Pere de Vic.

## Escut heràldic
L'escut oficial d'Artés té el següent blasonament:
| « | Escut caironat quarterat: 1r. i 4t. de gules, una clau d'or posada en pal amb la dent a baix i mirant cap endins la del 1r. quarter i cap enfora la del 4t.; 2n. i 3r. d'or, un bàcul de bisbe de porpra posat en pal; ressaltant sobre el tot de la partició una creu plena de sable. Per timbre una corona mural de vila. | » |

Va ser aprovat el 19 d'octubre de 1993 i publicat al DOGC el 8 de novembre del mateix any amb el número 1818.

## Bandera d'Artés
La bandera oficial d'Artés té la següent descripció:
| « | Bandera apaïsada de proporcions dos d'alt per tres de llarg, quarterada, els quarters primer i quart vermells i, els segon i tercer grocs, amb la creu negra plena de l'escut de braços de gruix 1/6 de l'alçària del drap, al centre. | » |

Va ser aprovada el 22 de setembre de 1994 i publicada en el DOGC el 3 d'octubre del mateix any amb el número 1955.

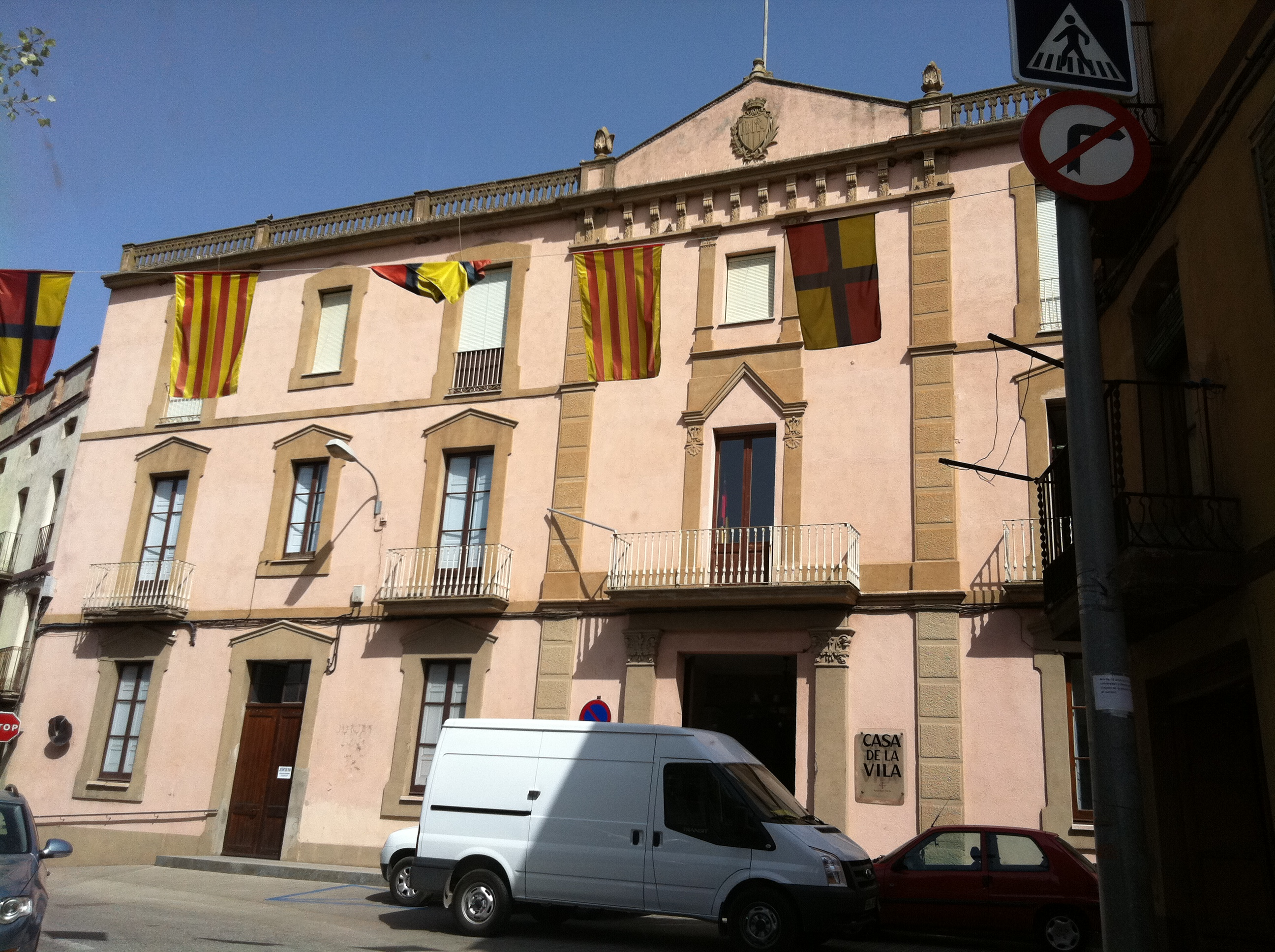
Ajuntament d'Artés amb la bandera municipal i l'antic escut en el frontó de la façana